# Jüdischer Friedhof (Hilchenbach)
Der Jüdische Friedhof Hilchenbach befindet sich in der Stadt Hilchenbach im Kreis Siegen-Wittgenstein in Nordrhein-Westfalen. Als jüdischer Friedhof ist er ein Baudenkmal. 
Auf dem Friedhof Rothenberger Straße/Brachthauser Straße sind 12 Grabsteine erhalten. 

## Geschichte
Der Friedhof wurde von 1899 bis 1948 belegt. Während der NS-Zeit wurden die Grabsteine mit Kalk übertüncht. Im Jahr 1949 wurde der Friedhof erneut geschändet.